# 吉利利區
4°35′06″S 79°47′50″W / 4.5849°S 79.7971°W
吉利利區（西班牙語：Distrito de Jililí），是秘魯的一個區，位於該國西北部皮烏拉大區的阿亞瓦卡省，面積104.73平方公里，海拔高度1,319米，2005年人口2,975，人口密度每平方公里28人。